# Katja Fusek
Katja Fusek (* 7. März 1968 in Prag), eigentlich Kateřina Fusek, ist eine tschechisch-schweizerische Schriftstellerin. Sie schreibt in deutscher Sprache.

## Leben
1978 emigrierte Fuseks Mutter zusammen mit ihr und ihrer Schwester in die Schweiz. Ab 1987 studierte Katja Fusek Germanistik, Kunstgeschichte und Französische Literatur- und Sprachwissenschaft in Basel und an der Sorbonne in Paris, schloss dieses Studium 1994 mit dem Lizenziat ab und liess sich anschliessend zur Gymnasiallehrerin ausbilden. Seit 1990 erteilte sie Unterricht an verschiedenen Gymnasien in Basel und in der Normandie und an der Rudolf Steiner-Schule in Oberemmental. Heute ist sie vorwiegend in der Erwachsenenbildung tätig.
In den Jahren 1999–2001 entstand ihr erster Roman Novemberfäden, der 2002 erschien. Seither hat sie drei weitere Romane, sowie Erzählungen, Lyrik und Theaterstücke publiziert. Einige Prosa-Texte sind auch in tschechischer Übersetzung in tschechischen Literaturzeitschriften erschienen. Seit 2005 arbeitet sie an Theater-Projekten mit verschiedenen Regisseuren und Theaterpädagogen mit.
Sie ist Mitglied bei Autorinnen und Autoren der Schweiz AdS, Vorstandsmitglied der ARENA Literatur-Initiative Riehen, Deutschschweizer PEN Zentrum und dem Zürcher Schriftsteller und Schriftstellerinnen Verband ZSV.
Fusek lebt mit ihrem Ehemann und zwei Töchtern in Riehen bei Basel.

## Werk
Prosa (Auswahl)
- Novemberfäden. Roman. Janus Verlag, Basel 2002.
- Fili di Novembre. In: Bilico tra due lingue. Traduzione critica di Margherita Codurelli. L’ Harmattan Italia 2019.
- Der Drachenbaum. Erzählungen. OSL Verlag, Basel 2005.
- Die stumme Erzählerin. Roman. OSL Verlag, Riehen/Basel 2006.
- mit Valentin Herzog: Mare blu. Eine Liebesgeschichte mit Homer. Roman. OSL Verlag, Riehen/Basel 2011.
- Aus dem Schatten. Roman. edition 8, Zürich 2017.
- Zahlreiche Beiträge in deutschsprachigen und tschechischen Anthologien und literarischen Zeitschriften („Wurzeln“, Christoph Merian Verlag; entwürfe; Host, CZ u. a.)

Bühnenwerke
- Der Kurzschluss. Einakter, Aufführung in Miller’s Studio, Zürich, Februar 2005, und am Schauspielhaus Basel, Juni 2005.
- Die Neider. Aufführung durch das Generationentheater Wechselstrom im Theater Arlecchino Basel, Oktober 2008.
- Überall und Irgendwo. Aufführung durch das Generationentheater Wechselstrom im Theater Arlecchino Basel, April 2010.

Der Einakter Der Kurzschluss wurde für den Wettbewerb „Secondo“ mit dem Thema Migrantenkinder geschrieben und von der Jury prämiert.
Sekundärliteratur
- Renata Cornejo: Heimat im Wort. Zum Sprachwechsel der deutsch schreibenden tschechischen Autorinnen und Autoren nach 1968. Eine Bestandsaufnahme. Praesens Verlag, Wien 2010, ISBN 978-3-7069-0602-9.

## Auszeichnungen
- Oberrheinischer Rollwagen – 2003: Zweiter Preis im Kurzgeschichten-Wettbewerb
- Solothurner Literaturtage – 2003 und 2005: Gewinnerin des Opennet-Kurzgeschichten-Wettbewerbes